# Akan-voornamen
De Akan uit Ghana en Ivoorkust geven hun kinderen vaak de naam van de dag van de week waarop ze geboren zijn en een naam gebaseerd op de volgorde van geboorte.
Door de invloed van de Akan is dit ook gebruikelijk in andere delen van West-Afrika, van Benin/Dahomey (Fon) en Togo (Ewe), tot de Ga en door de slavenhandel tot in het Caraïbisch gebied en Zuid-Amerika. Ook bij de Marrons in Suriname en in Jamaica wordt dit systeem van dagnamen gebruikt.

## Dagnamen
| Geboortedag         | Mannelijke naam | Vrouwelijke naam  | Varianten                                                                | Variant Aukaans | Wortel | Associatie            | Mannelijke naam (Suriname) | Vrouwelijke naam (Suriname) | Naam (Jamaica) |
| ------------------- | --------------- | ----------------- | ------------------------------------------------------------------------ | --------------- | ------ | --------------------- | -------------------------- | --------------------------- | -------------- |
| Maandag ([Ɛ]dwóada) | Kwadwó          | Adwoa             | Kodjó, Kojo, Jojo; Adjua, Ajwoba, Adjoa                                  | Kodyo, Adyuba   | Dwo    | Vrede                 | Kodyo (Kodjo)              | Adyuba                      | Cudjoe         |
| Dinsdag ([Ɛ]bénada) | Kwabená         | Abenaa, Abénaa    | Komlá, Komlã, Komlan, Kobby, Ebo, Kobi Kobina; Ablá, Ablã, Abena, Abrema | Kwamina, Abeni  | Bene   | Oceaan                | Kwamina                    | Abena                       | Cubbenah       |
| Woensdag (Wukúada)  | Kwakú           | Akua, Akúá, Akuba | Koku, Kokou, Kweku, Kaku, Kuuku; Akú, Ekua                               | Kwaku, Akuba    | Wukuo  | Mythische spin Anansi | Kwaku (Kwakoe)             | Akuba                       | Quaco          |
| Donderdag (Yáwóada) | Yaw             | Yaa               | Yao, Yaba, Yawo, Ekow, Kow, Kwaw; Araba, Ayawa, Baaba, Yaaba, Aba        | Yaw, Yaba       | Ya     | Aarde                 | Yaw                        | Yaba                        | Quao           |
| Vrijdag ([E]fíada)  | Kofí            | Afia              | Koffi, Fiifi, Yoofi; Afí, Afua, Efia, Efua                               | Kofi, Afiba     | Afi    | Vruchtbaarheid        | Kofi                       | Afiba                       | Cuffee         |
| Zaterdag (Méméneda) | Kwámè, Kwǎmè,   | Ám̀ma, Ámmá        | Ato, Kwami, Kuwame, Komi; Ame, Ama, Amba, Ameyo                          | Kwami, Amba     | Mene   | God                   | Kwami                      | Amba                        | Quamin         |
| Zondag (Kwasíada)   | Akwasí          | Akosua            | Kwesi, Siisi, Akwasi, Kosi; Akosi, Akosiwa, Así, Esi, Kwasiba.           | Kwasi, Kwasiba  | Asi    | Universum             | Kwasi                      | Kwasiba                     | Quashee        |

## Namen van tweelingen
Er zijn speciale namen voor oudere en jongere tweelingen. De tweede van de tweeling wordt beschouwd als de oudste omdat deze 'volwassen' genoeg was om de eerste te helpen geboren te worden.
| Tweeling                | Mannelijke naam | Vrouwelijke naam | Variant                                    |
| ----------------------- | --------------- | ---------------- | ------------------------------------------ |
| Tweeling                | Atá             | Ataá             | Atta                                       |
| Oudste                  | Atá Pánin       | Ataá Pánin       | Panyin                                     |
| Jongste                 | Atá Kúmaa       | Ataá Kúmaa       | Akwetee (m), Atsú, Kaakra, Kakraba, Kakira |
| Geboren na een tweeling | Táwia           | Táwia            |                                            |
| Geboren na Tawia        | Gaddo           | Nyankómàgó       |                                            |

## Volgordenamen
Er zijn ook namen gebaseerd op de volgorde van geboorte, de volgorde na een tweeling en de volgorde van geboorten na hertrouwen.
| Volgorde                         | Mannelijke naam | Vrouwelijke naam | Variant                                                     |
| -------------------------------- | --------------- | ---------------- | ----------------------------------------------------------- |
| eerstgebore                      | Píèsíe          | Píèsíe           | Berko (m), Arko (m), Dede (f), Dedei (f), Abaka, Kande (f)? |
| tweede                           | Mǎnu            | Máanu            | Evelia (f)                                                  |
| derde                            | Meńsã́           | Mánsã            | Mensah, Mansah                                              |
| vierde                           | Anan, Anané     | Anan, Anané      | Annan                                                       |
| vijfde                           | Núm, Anúm       | Núm, Anúm        |                                                             |
| zesde                            | Nsĩã́            | Nsĩã́             | Essien                                                      |
| zevende                          | Asón            | Nsṍwaa           | Esson, Ansong                                               |
| achtste                          | Bótwe           | Bótwe            | Awotwe, Awotwie                                             |
| negende                          | Ákron, Nkróma   | Nkróma           | Akun, Ackon, Nkrumah                                        |
| tiende                           | Badú            | Badúwaa          | Bedu                                                        |
| elfde                            | Dúkũ            | Dúkũ             |                                                             |
| twaalfde                         | Dúnu            | Dúnu             |                                                             |
| laatste                          | ?               | Kaakyire         |                                                             |
| eerste van een andere echtgenoot | ?               | ?                |                                                             |

## Speciale geboorteplaats
Kinderen worden ook genoemd naar de geboorteplaats of naar de omstandigheden van de geboorte.
| Plaats                             | Mannelijke/vrouwelijke naam | vertaling                                   |
| ---------------------------------- | --------------------------- | ------------------------------------------- |
| in het veld                        | Afúom                       | op de boerderij                             |
| op de weg                          | Ɔkwán                       | de weg                                      |
| in oorlogstijd                     | Bekṍe, Bedíàkṍ              | oorlogstijd                                 |
| gelukkige omstandigheid            | Afiríyie                    | goed jaar                                   |
| na de dood van de vader            | Antó                        | ik kende hem niet                           |
| na lange kinderloosheid            | Nyamékyε                    | gift van God                                |
| vroeggeboorte of ziekelijk         | Nyaméama                    | wat God gegeven heeft (kan niemand afnemen) |
| vader weigert verantwoordelijkheid | Obím̀pέ                      | niemand wil hem/haar                        |
| vader weigert verantwoordelijkheid | Yεmpέw                      | wij willen je niet                          |

## Overige namen en betekenissen
- Adofo - Degeen die liefheeft
- Kumi - Krachtig

## Voorbeelden
De meeste Ghanezen hebben ten minste één naam in dit systeem. Bijvoorbeeld:
- De eerste president van Ghana, Kwame Nkrumah, werd Kwame genoemd omdat hij op een zaterdag was geboren en Nkrumah omdat hij de negende geborene was.
- Kofi Atta Annan, de zevende secretaris-generaal van de Verenigde Naties, heeft deze namen gekregen omdat hij op een vrijdag was geboren (Kofi) als helft van een tweeling (Atta) en als vierde kind (Annan).